# Lišany, Louny
Lišany là một làng thuộc huyện Louny, vùng Ústecký, Cộng hòa Séc.